# 師夜光
師夜光（しやこう、生没年不詳）は、唐の玄宗時期に仕えた僧。

## 略歴
薊門の出身。若い頃に僧になった。長安に来てから、九仙公主を通じて温泉宮（華清宮）で玄宗に会見した。玄宗は彼の弁舌を気に入り、四門博士を授けた。
側に侍させ、まるで寵臣のようであった。
鬼（亡霊）を見ることができたが、張果と対面した時は、その姿を見ることもできなかったという。

## 伝記資料
- 『新唐書』巻二百四 列伝第百二十九 「方技・張果伝」